# Otáčkoměr

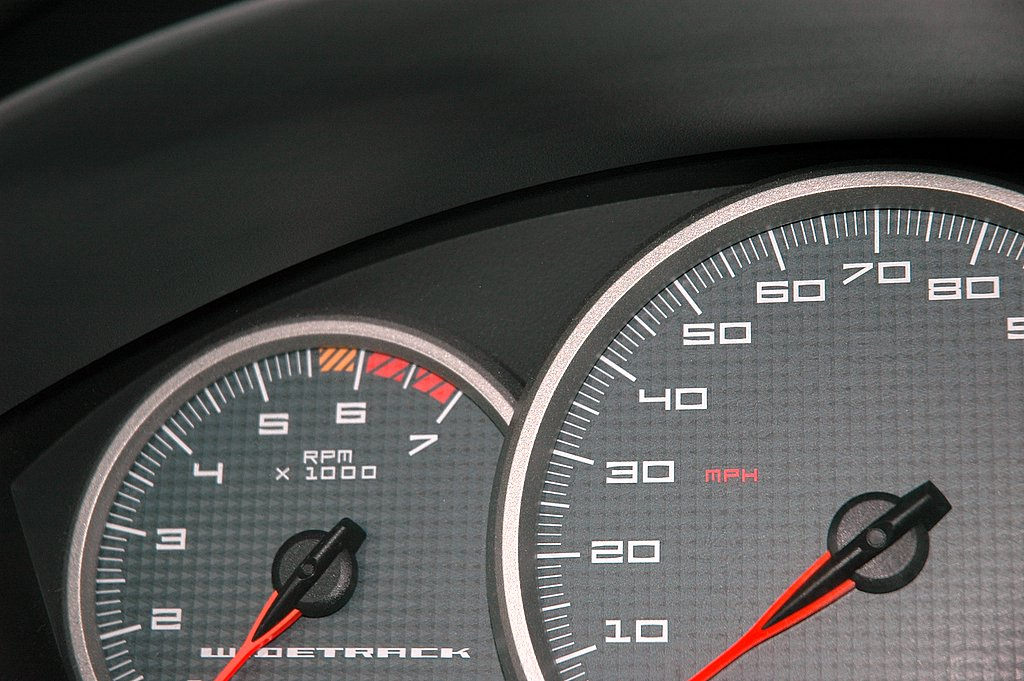
Otáčkoměr ukazující počet otáček za minutu s červeným polem mezi 6000 a 7000 otáčkami

Otáčkoměr je přístroj sloužící k měření otáček motoru či jiných rotačních těles a zařízení. Jeho ukazatel uvádí počet otáček za minutu na kalibrovaném analogovém či digitálním displeji.
První mechanické otáčkoměry byly založeny na měření odstředivé síly, jako je ta, která roztáčí Wattův odstředivý regulátor. Za vynálezce otáčkoměru je považován německý inženýr Diedrich Uhlhorn, který jej sestrojil v roce 1817. Od roku 1840 se používal k měření rychlosti lokomotiv.
Otáčkoměry v automobilech, letadlech a ostatních dopravních prostředcích ukazují počet otáček klikové hřídele motoru a obvykle mívají tzv. červené pole, jež upozorňuje na oblast nebezpečných otáček. Řidič či pilot tak mohou ubráním plynu snížit otáčky motoru a vrátit se do bezpečné zóny. To je velmi důležité, neboť dlouhé prodlévání v příliš vysokých otáčkách motorům škodí. Dochází při něm totiž k nedostatečnému mazání motoru, což má obvykle za následek přehřívání jeho částí. Pokud dojde vlivem zvýšených teplot též k nedostatečnému chlazení rotujících částí, může se motor i zadřít. Ale i pokud nedojde k zadření, může dlouhodobý běh motoru v příliš vysokých otáčkách způsobit zvýšené opotřebení součástek, jež si vyžádá neplánované a finančně nákladné opravy motoru.